# Tektonika (architektura)
Tektonika (gr. tektoniké „sztuka budowlana, ciesielstwo”) – cecha obiektu architektury polegająca na podporządkowaniu jego części składowych i detali zasadzie zwartości i przejrzystości całej kompozycji.
Określenie „tektoniczny” opisuje w architekturze budowlę o przejrzystej kompozycji i układzie konstrukcyjnym, logicznym kształtowaniu bryły, wypływającym z kierunków spływania sił i nadającym wrażenie stabilności. Przeciwieństwem jest określenie „atektoniczny” – oznaczające dzieło o zagmatwanej, efekciarskiej kompozycji, w której brak jest wyraźnych podziałów bryły oraz logiki konstrukcji. Termin raczej nie używany.